# お鯉 (芸妓)

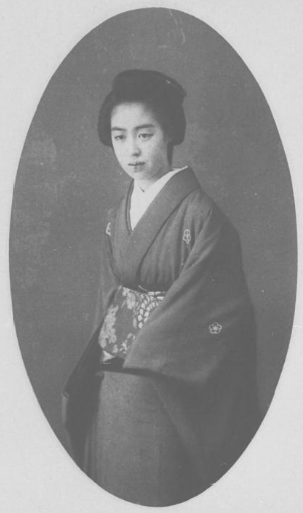
新橋「照近江」のお鯉（初代）

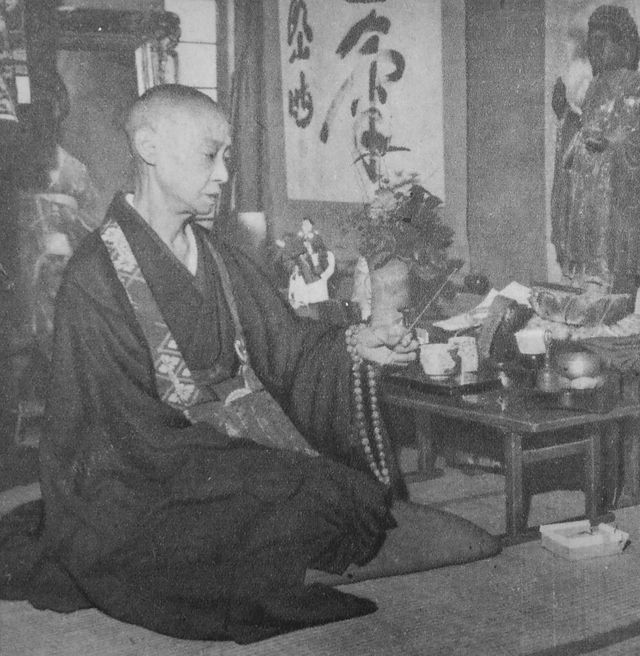
晩年（『アサヒグラフ』 1947年11月5日号）

お鯉（おこい、1880年12月8日 - 1948年8月14日）は、芸妓から、のちに政治家桂太郎の愛妾になり、晩年に尼僧となった女性。本名は小久江（のち安藤）照。

## 人物
東京・四谷見附の漆問屋に生まれ（貰い子とも）、6歳で新宿の引手茶屋主人・安藤兼作の養女となるも養家の家産が傾き、14歳で新橋「照近江」の芸者となり花柳界に入る。のち市村羽左衛門と結婚したが、間もなく離婚して花柳界に戻った。24歳ころ、山縣有朋の紹介で60歳近い桂太郎の愛妾となり、赤坂榎坂町に暮らし、病気がちな本妻に代わって桂の世話をした。日比谷焼討事件では「桂とともにお鯉を殺せ」の声が上がり、榎坂町の自邸が焼かれた。
1913年、桂の死後は待合や銀座カフェー・ナショナルを経営した。桂の遺児である泰三と正子を育て、桂のおとしだねと言われる芸妓を世話して嫁に出した。1934年、帝人事件に連座し、偽証罪で起訴され有罪となる（小山松吉を参照）。事件後、頭山満の薦めにより出家し「妙照尼」を名乗り、目黒にある羅漢寺の尼僧になった。1948年死去。
妹のしげ子は秋田で育って県の女学校にはいり、女医を志望していたが、桂を亡くしたお鯉に呼ばれて、カフェー・ナショナルの経営を手伝った。

## 著書
- 『お鯉物語』
- 『お鯉物語・続』